# لويجي بريونس
لويجي بريونس (بالهولندية: Luigi Bruins)‏ (9 مارس 1987 روتردام هولندا - ) هو لاعب كرة قدم هولندي، يلعب كلاعب وسط.

## روابط خارجية
- لويجي بريونس على موقع قاعدة بيانات كرة القدم.إي يو (الإنجليزية)
- لويجي بريونس على موقع Soccerway.com (الإنجليزية)
- لويجي بريونس على موقع عالم كرة القدم.نت (الإنجليزية)
- لويجي بريونس على موقع AS.com (الإسبانية)